# Абрамян, Арам Яковлевич
Арам Яковлевич (Акопович) Абрамян (31 декабря 1898, Тифлис — 1990, Москва) — советский уролог, доктор медицинских наук, профессор, создатель школы советский урологии, руководитель урологической клиники Московского областного клинического института. Коллекционер русской живописи.

## Биография
Родился в Тифлисе (по другим указаниям — в Ереване) в семье владельца магазинов скобяных товаров и строительных инструментов.
Окончил III мужскую гимназию в Тифлисе в 1917 году. Ушел на фронт в составе Отдельного корпуса, действующего в Армении (по некоторым указаниям — в 5-й конно-горной батарее Красной Армии), участвовал в боях под Карсом, Сарикамышем, Александрополем, Караклисой, в решающей Сардарапатской битве (22 мая 1918 года).
В 1918 году поступил в Закавказский медицинский институт, а спустя два года приехал в Москву для продолжения учёбы. Поступил на медицинский факультет I Московского университета, окончив который в 1924 году, работал до 1929 года в хирургической клинике 2-го Московского университета. Там его учителем стал Николай Федорович Лежнев. В 1929 году Абрамян перешёл на работу в Московский областной клинический институт (ныне — МОНИКИ) и по совмещению работал ассистентом в клинике урологии II Московского медицинского института Министерства здравоохранения РСФСР.
В марте 1931 года в МОКИ-МедВУЗе было открыто урологическое отделение (на 25 коек). Его заведующим стал один из основоположников московской урологической школы Яков Григорьевич Готлиб (1888—1951). Абрамян же принял активное участие в организации работы отделения. К концу 1931 года на базе отделения была организована урологическая клиника Центрального института усовершенствования врачей. 1 сентября 1945 года уже на базе клиники была организована кафедра урологии медицинского института Министерства здравоохранения РСФСР. Работавший там Абрамян в 1938 году защитил диссертацию на степень кандидата медицинских наук на тему «Клиника и диагностика гидронефрозов».
В период советско-финской войны заведовал урологическим отделением одного из госпиталей Ленинграда, а в годы Великой Отечественной войны работал ведущим урологом эвакуационных госпиталей в Армянской ССР.
В 1949 году стал главным урологом Лечебно-санитарного управления Кремля (в дальнейшем — 4-го Главного Управления Министерства Министерства здравоохранения СССР). В 1950 году защитил диссертацию на степень доктора медицинских наук. Вступил в КПСС в 1951 году.
Его биограф пишет: «Более 25 лет профессор Абрамян являлся главным консультантом Кремлёвских небожителей. Высокий профессионализм, виртуозное владение тонкими приемами дипломатии, врожденное чувство такта снискали ему непререкаемый авторитет среди высшего партийного и государственного руководства Советского Союза и глав ряда зарубежных государств. Но были и трудные дни, когда в начале 50-х годов, в разгар „дела врачей“ наготове был „тревожный чемоданчик“». Профессор Е. И. Чазов в автобиографической книге «Здоровье и власть» сказал о нём так: «Он был хирургом от Бога в самом всеобъемлющем смысле этого слова. Современники называли его „мудрый Арам“ — интуиция и логика, оперативная техника и искусство врачевания слились в нём воедино».
С 1949 по 1975 годы возглавлял урологическую клинику Московского областного клинического института. В этом институте впервые в Советском Союзе стали применять методы рентгенокинематографии и радиоизотопной диагностики, а также был испытан и внедрён аппарат для дробления камней мочевого пузыря «Урат-1». С 1950 по 1975 годы работал директором Научно-исследовательского института урологии Москвы, а с 1984 года — научным консультантом Министерства здравоохранения СССР. Указом Президиума Верховного Совета СССР от 17 февраля 1969 года Абрамяну присвоено звание Героя Социалистического Труда со вручением ордена Ленина и медали «Серп и Молот».
Был членом президиума Международной ассоциации урологов, председателем Всесоюзного общества урологов (1955—1975), членом редакционной коллегии журналов «Урология» и «Хирургия». Написал более 100 научных работ, из которых 3 монографии, посвящённые проблемам почечнокаменной болезни, опухолей почек, травматических повреждений мочеиспускательного канала, различным вопросам детской урологии.
Жил и работал в Москве, где и умер в 1990 году. Похоронен в Армении, в Пантеоне Республики Армения.
Семья: жена — Мария Леонтьевна; племянник — Норайр Абрамян, также врач-уролог.

## Коллекция живописи

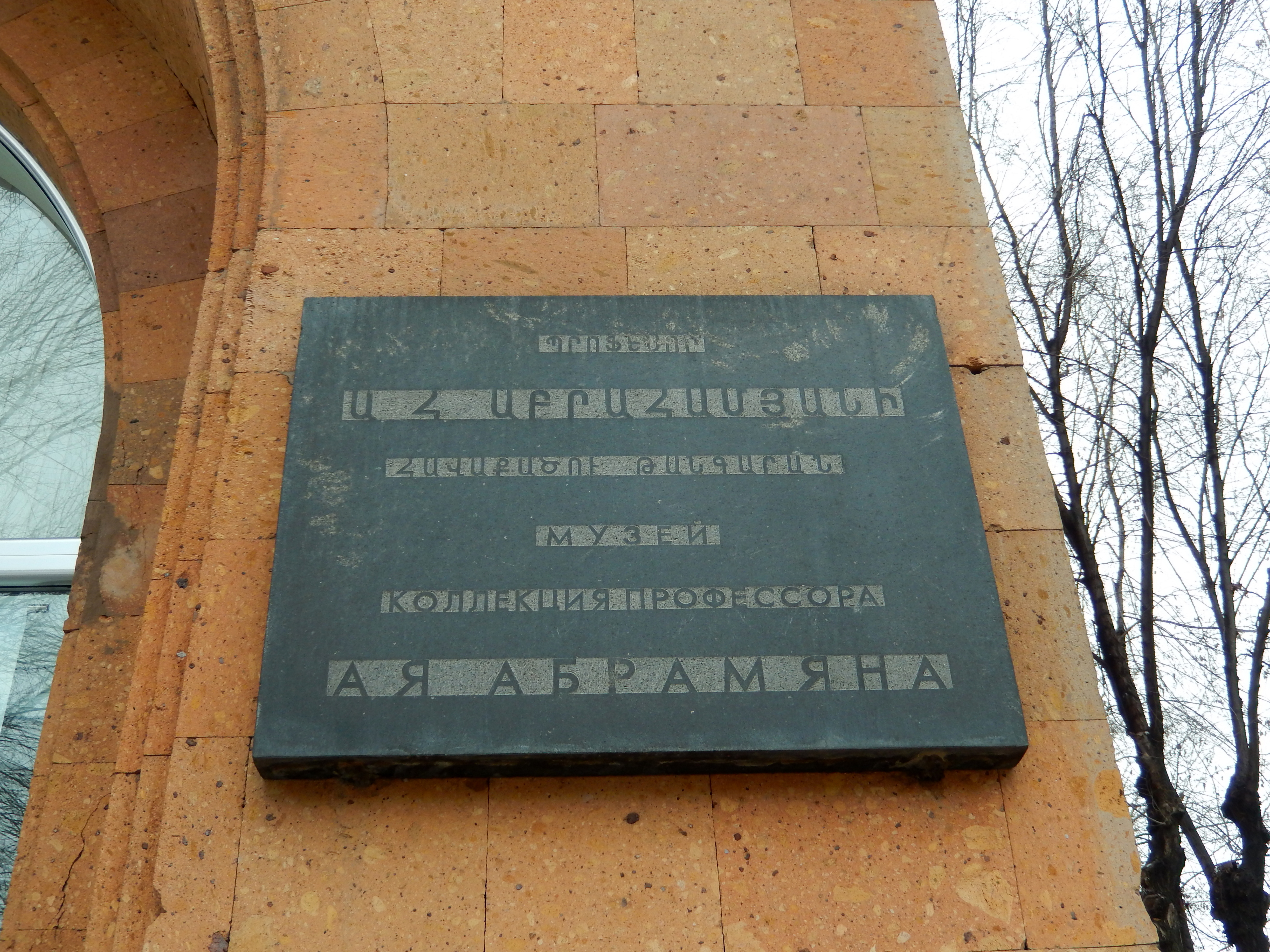

Был одним из крупнейших собирателей живописи советской эпохи. Его коллекция формировалась в Москве с начала 1960-х годов, хотя есть мнение, что первое приобретение Абрамяна относится ко времени советско-финской войны (1939—1940), когда он заведовал урологическим отделением одного из госпиталей Ленинграда.
Ему удалось представить почти все основные направления в изобразительном искусстве России конца XIX — начала XX вв.: от передвижников до художников-авангардистов из объединения «Бубновый валет». Отдельный цельный и впечатляющий раздел коллекции составляют работы для театра Н. К. Рериха, С. С. Судейкина, Н. Н. Сапунова, В. И. Шухаева. Позже Абрамян обратил внимание на художников следующего поколения, 1920–1930 годов, из таких художественных объединений, как «Общество станковистов» (А. Г. Тышлер, А. А. Лабас), «Маковец» (Н. В. Синезубов, С. М. Романович, В. Е. Пестель), а в 1970-х коллекционер осознал художественную ценность произведений молодых художников-шестидесятников и особенно увлёкся «суровым стилем» (В. Е. Попкова, Н. И. Андронов, П. Ф. Никонов, Н. И. Нестерова, Т. Г. Назаренко), что говорит о чутье коллекционера и открытом взгляде на искусство.
В. А. Дудаков пишет, что эта коллекция «не была известна широкому зрителю, хотя, видимо, являлась самым крупным и полным собранием русской живописи конца XIX — начала XX века в Москве (…) Большая часть вещей была „музейного“ качества, исключение составляли лишь картины послевоенных художников». Он же охарактеризовал его манеру собирательства так: «Он не был эстетом и не всегда понимал ценность работ своего собрания, но как настоящий учёный стремился систематизировать коллекцию, настойчиво пополняя пробелы в ней». Во вступлении к каталогу его собрания написано: «Он отнесся к своей деятельности собирателя с пылом влюбленного юноши и конструктивным подходом организатора, человека, знающего, что в основе всего — действие. Творения кисти и резца гибнут первыми, и он старался спасти их, как спасал людей».
Дмитрий Сарабьянов пишет: «В большинстве своем художники, оказавшиеся в сфере интересов А. Я. Абрамяна, начинали свой путь в 80–90-е годы XIX столетия, пережили свой первый расцвет в 1890–1900-е или в 1910-е годы и продолжали активно и успешно работать в 1920-е и 1930-е годы. Они завершали своим творчеством важный период в истории русской художественной культуры и открывали новый». Речь идет о мастерах «Мира искусства», «Голубой розы», несколько работ членов «Бубнового валета». Авангард Абрамян прицельно не собирал, хотя у него был ряд картин Н. С. Гончаровой, М. Ф. Ларинова, Р. Р. Фалька, А. В. Лентулова и проч.
В 1980 году он осуществил давний замысел и подарил большую часть своей коллекции картин (свыше 350 работ) народу Армении. «Я хочу, чтобы как можно больше людей всё это видело, ко всей этой красоте приобщалось. Я знаю, как в Армении любят, как понимают и ценят великую русскую культуру. Знаю, и именно поэтому завещал своё собрание Еревану», — говорил он. На базе неё 19 ноября 1984 года в Ереване был открыт Музей русского искусства (коллекция А. Абрамяна) — первый советский музей частной коллекции, переданной в дар государству. Последние 10 лет жизни продолжал пополнять уже открывшийся музей — его усилиями туда попало ещё 80 полотен.
Фойе музея украшает портрет мецената кисти Д. Налбандяна. Существовал его портрет, написанный М. Сарьяном. Н. Никогосян создал серию портретов коллекционера и его жены, а также скульптурное изображение. В 1930–40-е его писала Н. Удальцова.
В 2018 году в Обнинске прошла выставка «Врач, меценат, коллекционер. К 120-летию со дня рождения А. Я. Абрамяна». В 2024 году, к 120-летию со дня рождения Абрамяна, состоялась выставка «Москва – Ереван – Москва. Музей русского искусства. Коллекция А. Я. Абрамяна» в Инженерном корпусе Третьяковской галереи.

## Награды, звания и премии

### Награды
- Медаль «Серп и Молот»
- Орден Ленина (1969)
- Орден Октябрьской Революции (1978)
- Орден Трудового Красного Знамени
- медали

### Звания
- Доктор медицинских наук
- Профессор
- Заслуженный деятель науки Армянской ССР
- Герой Социалистического Труда[13] (1969)

### Премии
- Государственная премия СССР

## Избранные сочинения
- Гидронефрозы (Этиология, клиника, лечение), Дисс. докт. М., 1950
- Абрамян А. Я. Труды 4-й Всесоюзной конференции урологов. М., 1963
- Гематурия и опухоли мочевой системы. М.: Медгиз, 1949
- Руководство по клинической урологии. М. Медицина, 1970, (в соавт.)